# Claoxylon glabrifolium
Claoxylon glabrifolium är en törelväxtart som beskrevs av Friedrich Anton Wilhelm Miquel. Claoxylon glabrifolium ingår i släktet Claoxylon och familjen törelväxter.

## Underarter
Arten delas in i följande underarter:
- C. g. glabrifolium
- C. g. integrifolium